# Liste des gouverneurs de Guadeloupe
La liste des gouverneurs de Guadeloupe présente les administrateurs coloniaux, gouverneurs généraux, militaires et autres gouverneurs qui se succédèrent à la tête de la Guadeloupe de 1635 à 1946, année d'adoption de la loi de départementalisation, qui érigea, notamment, la Guadeloupe en département français d’outre-mer, entrainant la substitution du poste de gouverneur à celui de préfet de la Guadeloupe.

## Liste des gouverneurs de la Guadeloupe de 1635 à1946
| Début             | Fin                                                                                               | Identité |
| ----------------- | ------------------------------------------------------------------------------------------------- | --- |
| 1635              | 1635                                                                                              | Jean Duplessis, sieur d'Ossonville |
| 1635              | 1640                                                                                              | Charles Liènard de l'Olive |
| 1640              | 1643                                                                                              | Jean Aubert |
| 1643              | 1664                                                                                              | Charles Houël, sieur de Petit-Pré |
| 1664              | 1669                                                                                              | Claude François du Lyon |
| 1669              | 1677                                                                                              | .... les gouverneurs de la Martinique |
| 1677              | 1695                                                                                              | Pierre Hencelin |
| 1695              | 1702                                                                                              | Charles Auger (1640-1705) |
| 1702              | 1703                                                                                              | de Mahaut |
| 1703              | 1706                                                                                              | Joseph d'Honon de Gallifet (16..-1706) |
| 1706              | 1717                                                                                              | Robert Cloche de La Malmaison (en) |
| 1717              | 1719                                                                                              | Michel Savinien Lagarigue de Savigny |
| 1719              | 1728                                                                                              | Alexandre Vaultier de Moyencourt |
| 1728              | 1734                                                                                              | Robert Giraud du Poyet |
| 1734              | 1737                                                                                              | Charles de Brunier, marquis de Larnage (†1746) |
| 1737              | 1753                                                                                              | Gabriel de Clieu, (1687-1774) |
| 1753              | 1757                                                                                              | Jean-Antoine Riqueti de Mirabeau (1717-1794), gouverneur de la Guadeloupe                                                                                              |
| 1757              | 1759                                                                                              | Charles François Emmanuel Nadeau du Treil, (1703-1786) |
| avril 1759        | 1760                                                                                              | Occupation anglaise, Byam Crump |
| 1760              | 1763                                                                                              | Occupation anglaise, Campbell Dalrymple, (1716-1764) |
| 1763              | 1764                                                                                              | François Charles de Bourlamaque, (1716-1764) |
| 1764              | 1765                                                                                              | Édouard de Copley |
| 20 mars 1765      | 29 novembre 1768                                                                                  | Pierre Gédéon de Nolivos, (1714-17..) |
| 29 novembre 1768  | 1769                                                                                              | Anne Joseph Hippolyte de Maurès de Malartic , (intérim), (1730-1800)                                                                                                   |
| 1769              | 1771                                                                                              | François Claude Amour du Chariol, marquis de Bouillé (1739-1800) |
| 1771              | 1773                                                                                              | Louis François de Dion |
| 1773              | 1775                                                                                              | Édouard Hilaire Louis de Tilly (1738-1785) |
| 1776              | 1782                                                                                              | Bache-Elzéar-Alexandre, Comte d'Arbaud de Jouques, (1720-1793) |
| 1782              | 1783                                                                                              | Claude Charles de Marillac (Vicomte de Damas), (1731-1805) |
| 1783              | 1784                                                                                              | Jean Thomas Beaumé de la Saulais |
| 1784              | 1792                                                                                              | Marc Antoine Nicolas Gabriel de Clugny, (13 février 1741-18 octobre 1792)                                                                                              |
| 1792              | 1793                                                                                              | René Marie, vicomte d'Arrot, (intérim) |
| janvier 1793      | mars 1793                                                                                         | Jean-Baptiste Raymond de Lacrosse, (1765-1829) 1er Commissaire de la République                                                                                        |
| mars 1793         | avril 1794                                                                                        | Georges-Henri-Victor Collot, (1750-1805) Général, 2e Commissaire de la République                                                                                      |
| 1794              | Juin 1794                                                                                         | Occupation Anglaise : Thomas Dundas (1750-1794), Colonel |
| 1794              | *                                                                                                 | Victor Hugues & Pierre Chrétien, Commissaires civils |
| Janv.1795         | *                                                                                                 | Victor Hugues, Gaspard Goyrand & Alexandre Lebas, Comm. |
| 05-06-1798        | *                                                                                                 | Edme Etienne Borne Desfourneaux, Général, Agent de Directoire |
| 04-06-1799        | 06-06-1799                                                                                        | Mathieu Péalardy, Général, Agent de Directoire provisoire |
| 06-10-1799        | 10/12/1799                                                                                        | Marie Auguste Pâris, Général, Agent par intérim |
| 1799              | 29 mai 1801                                                                                       | Georges-Nicolas Jeannet-Oudin, René Gaston Baco de la Chapelle (jusqu'en décembre 1800) & Étienne Lavaux remplacé par Maurice Henry Bresseau (à partir mars 1800)      |
| 29 mai 1801       | 23 octobre 1801                                                                                   | Jean-Baptiste Raymond de Lacrosse |
| 24 octobre 1801   | 6 mai 1802                                                                                        | Magloire Pélage |
| 7 Mai 1802        | 3 septembre 1802                                                                                  | Antoine Richepance |
| 4 août 1802       | 7 mai 1803                                                                                        | Jean-Baptiste Raymond de Lacrosse (intérim jusqu'au décès de Richepance)                                                                                               |
| mars 1803         | 6 février 1810                                                                                    | Jean-Auguste Ernouf, capitaine général |
| 6 février 1810    | 1810                                                                                              | Occupation anglaise : Général Beckwith, officier de la Royal Navy, gouverneur de la Guadeloupe.                                                                        |
| 1810              | 1811                                                                                              | Occupation anglaise : Major-Général Carmichaël, officier de la Royal Navy, gouverneur de la Guadeloupe.                                                                |
| 1811              | 26 juin 1813                                                                                      | Occupation anglaise : Alexander Cochrane, officier de la Royal Navy, gouverneur de la Guadeloupe.                                                                      |
| 26 juin 1813      | 1813                                                                                              | Occupation anglaise : Major-Général Skinner, officier de la Royal Navy, gouverneur de la Guadeloupe.                                                                   |
| 1813              | 30 mars 1814                                                                                      | Rétrocession de l'île à l'Empire colonial suédois : administration suédoise de la Guadeloupe.                                                                          |
| 30 mars 1814      | Traité de Paris : Fin de la guerre Franco-Britannique ⇒ Restitution de la Guadeloupe à la France. | Traité de Paris : Fin de la guerre Franco-Britannique ⇒ Restitution de la Guadeloupe à la France.                                                                      |
| 13 juin 1814      | 10 août 1815                                                                                      | Restauration française : Général Eugène Édouard Boyer de Peyreleau, sous-gouverneur de la Guadeloupe.                                                                  |
| 13 juillet 1814   | 10 août 1815                                                                                      | Restauration française : Comte de Linois, Gouverneur de la Guadeloupe, par ordonnance du roi Louis XVIII.                                                              |
| 10 août 1815      | Occupation britannique : emprisonnement du gouverneur de Linois et du Général Boyer de Peyreleau. | Occupation britannique : emprisonnement du gouverneur de Linois et du Général Boyer de Peyreleau.                                                                      |
| 16 janvier 1816   | Avril 1816                                                                                        | Occupation britannique : Général James Leith, administrateur de la Guadeloupe.                                                                                         |
| Avril 1816        | Accords du Congrès de Vienne ⇒ Restitution de la Guadeloupe à la France.                          | Accords du Congrès de Vienne ⇒ Restitution de la Guadeloupe à la France.                                                                                               |
| 25 juillet 1816   | 2 avril 1823                                                                                      | Comte de Lardenoy, gouverneur et administrateur de la Guadeloupe et de ses dépendances, par ordonnance du roi Louis XVIII.                                             |
| 2 avril 1823      | 28 février 1826                                                                                   | contre-amiral Louis-Léon Jacob (1768-1854), gouverneur et administrateur de la Guadeloupe, par ordonnance Royale.                                                      |
| 28 février 1826   | 31 janvier 1830                                                                                   | contre-amiral Jean-Julien Angot des Rotours, (1773-1844), gouverneur et administrateur de la Guadeloupe.                                                               |
| 31 janvier 1830   | 8 juillet 1831                                                                                    | général Louis-François Vatable, gouverneur et administrateur de la Guadeloupe.                                                                                         |
| 8 juillet 1831    | 22 mars 1837                                                                                      | contre-amiral René Arnous-Dessaulsays, gouverneur de la Guadeloupe. |
| 22 mars 1837      | 15 juin 1841                                                                                      | commissaire général de la Marine Jean Jubelin, gouverneur de la Guadeloupe.                                                                                            |
| 15 juin 1841      | 6 juin 1845                                                                                       | contre-amiral Jean-Baptiste-Marie-Augustin Gourbeyre, gouverneur de la Guadeloupe.                                                                                     |
| 7 juin 1845       | 30 octobre 1845                                                                                   | colonel Joseph-Athanase Varlet, gouverneur par intérim. |
| 31 octobre 1845   | 4 juin 1848                                                                                       | Marie Jean-François Layrle, gouverneur de la Guadeloupe. |
| 5 juin 1848       | 11 octobre 1848                                                                                   | Adolphe Ambroise Alexandre Gatine, commissaire général de la République à la Guadeloupe et dépendances.                                                                |
| 11 octobre 1848   | 13 avril 1849                                                                                     | colonel Jacques-Amédée-Philippe Fiéron, gouverneur de la Guadeloupe.                                                                                                   |
| 14 avril 1849     | 11 décembre 1849                                                                                  | capitaine de vaisseau Jean-Jacques-Louis Fabvre, gouverneur provisoire de la Guadeloupe, sous l'autorité du gouverneur général des Antilles.                           |
| 12 décembre 1849  | 31 octobre 1851                                                                                   | colonel Jacques-Amédée-Philippe Fiéron, gouverneur de la Guadeloupe, sous l'autorité du gouverneur général des Antilles.                                               |
| 1er novembre 1851 | 25 novembre 1851                                                                                  | colonel Jean-Baptiste-Honoré Chaumont, gouverneur par intérim. |
| 26 novembre 1851  | 12 décembre 1853                                                                                  | capitaine de vaisseau Tranquille Aubry-Bailleul, gouverneur de la Guadeloupe.                                                                                          |
| 13 décembre 1853  | 12 janvier 1854                                                                                   | commissaire général ordonnateur Louis-Laurent-Auguste Guillet, gouverneur par intérim.                                                                                 |
| 13 janvier 1854   | 28 mai 1856                                                                                       | capitaine de vaisseau Philibert-Augustin Bonfils, gouverneur de la Guadeloupe.                                                                                         |
| 29 mai 1856       | 4 mars 1857                                                                                       | commissaire général ordonnateur Louis-Laurent-Auguste Guillet, gouverneur par intérim.                                                                                 |
| 5 mars 1857       | 12 mars 1859                                                                                      | Philippe Touchard, contre-amiral, gouverneur de la Guadeloupe. |
| 13 mars 1859      | 4 janvier 1860                                                                                    | commissaire général ordonnateur Napoléon Joseph Louis Bontemps, gouverneur par intérim.                                                                                |
| 1860              | 1864                                                                                              | général de brigade Charles Victor Frébault, gouverneur de la Guadeloupe.                                                                                               |
| 1862              |                                                                                                   | Louis Hippolyte de Lormel, gouverneur par intérim de Charles Frébault.                                                                                                 |
| 1864              |                                                                                                   | Joseph Desmazes, gouverneur par intérim. |
| 1864              | 1870                                                                                              | Louis Hippolyte de Lormel, gouverneur de la Guadeloupe. |
| 1870              | 1880                                                                                              | Gabriel Couturier, gouverneur de la Guadeloupe. |
| 1886              | 1891                                                                                              | Adolphe Le Boucher, gouverneur de la Guadeloupe. |
| 1891              | 1894                                                                                              | Louis Nouët, gouverneur de la Guadeloupe. |
| 1894              | 1895                                                                                              | Noël Pardon, gouverneur de la Guadeloupe. |
| 1895              | 1901                                                                                              | Delphino Moracchini, gouverneur de la Guadeloupe (permute avec Pardon, nommé à la Martinique)                                                                          |
| 1901              | 1903                                                                                              | Martial Merlin, gouverneur de la Guadeloupe. |
| 1903              | 1905                                                                                              | Paul Marie Armand de la Loyère (Vicomte), gouverneur de la Guadeloupe.                                                                                                 |
| 1905              | 1909                                                                                              | |
| 1909              | 8 octobre 1909                                                                                    | Henri Cor |
| 8 octobre 1909    | octobre 1910                                                                                      | Jean-Fernand Gautret (par intérim) |
| 1910              | 1911                                                                                              | William Fawtier (par intérim) |
| 1911              | 1913                                                                                              | Jean Peuvergne |
| 1913              | 1917                                                                                              | Émile Merwart, gouverneur de la Guadeloupe. |
| 1917              | 1920                                                                                              | |
| 1920              | 1924                                                                                              | Pierre Louis Alfred Duprat, gouverneur de la Guadeloupe. |
| 1924              | 1933                                                                                              | Louis Gerbinis |
| 1933              | 1936                                                                                              | Louis Joseph Bouge, gouverneur de la Guadeloupe. |
| 1936              | 1938                                                                                              | Félix Éboué, gouverneur de la Guadeloupe. |
| 29 novembre 1938  | 21 février 1940                                                                                   | François Pierre-Alype |
| 1940              | 1943                                                                                              | Constant Sorin, gouverneur de la Guadeloupe. |
| 1943              | 1945                                                                                              | Maurice Berthaud, gouverneur de la Guadeloupe. |
| 1946              | 1947                                                                                              | Ernest De Nattes, délégué dans les fonctions de gouverneur de la Guadeloupe, 30 avril 1946, jusqu'à l'installation du préfet du nouveau département le 12 octobre 1947 |